# Epiphora (Rhetorik)
Die Epiphora, auch Epipher (von altgriechisch ἐπιφορά epiphorá, deutsch ‚Hinzufügung‘, ‚Zugabe‘), bezeichnet als rhetorische (Wort-)Figur die einmalige oder mehrfache Wiederholung eines Wortes oder einer Wortgruppe am Ende aufeinander folgender Sätze oder Verse.
Die Epiphora zählt zu den einfachsten, ältesten und häufigsten rhetorischen und poetischen Stilmitteln; sie begegnet besonders häufig in religiöser Sprache, etwa in der Bibel. Heute wird der Begriff auch verallgemeinert in der Sprachwissenschaft gebraucht.
Spiegelbildliches Gegenstück zur Epiphora ist die Anapher; nahe verwandt mit beiden sind Anadiplose und Kyklos.

## Beispiele
- Mir geht es gut. Meinem Vater geht es gut. Dem Rest meiner Familie geht es gut. Allen geht es gut.
- Vielleicht haltet ihr uns nicht für Idioten, jedenfalls macht ihr uns zu Idioten.
- Ich lieb’ es nicht das fremde Land; ich hass’ es fast, das fremde Land.
- Doch alle Lust will Ewigkeit, will tiefe, tiefe Ewigkeit! (Das trunkene Lied – Friedrich Nietzsche)
- Und das nur für Dich, für immer und Dich, für immer und Dich. (Für Immer und Dich – Rio Reiser)